# Platymetopius infectoriae
Platymetopius infectoriae är en insektsart som beskrevs av Abdul-nour 1987. Platymetopius infectoriae ingår i släktet Platymetopius och familjen dvärgstritar. Inga underarter finns listade i Catalogue of Life.